# Maximiliano III José, Eleitor da Baviera
Maximiliano III José (Munique, 28 de março de 1727 — Munique, 30 de dezembro de 1777) foi príncipe-eleitor e duque da Baviera de 1745 a 1777. Era filho de Carlos VII da Baviera e de Maria Amália da Áustria.

## Biografia
Nascido em Munique, Maximiliano era o filho mais velho do imperador Carlos VII da Áustria e da sua esposa, a arquiduquesa Maria Amália da Áustria, filha do imperador José I da Áustria e prima-irmã da imperatriz Maria Teresa.
Quando o seu pai morreu em Janeiro de 1745, Maximiliano herdou os seus territórios que estavam, na altura, a ser invadidos pelo exército da Áustria devido à Guerra de Sucessão Austríaca. Maximiliano, com dezoito anos de idade, era disputado pelo partido da paz, liderado pela sua mãe, a arquiduquesa Maria Amália da Áustria, e pelo comandante do exército, Friedrich Heinrich von Seckendorff e o partido da guerra, liderado pelo ministro dos negócios estrangeiros e general Ignaz Count of Törring e pelo enviado francês Chavigny.
Após a derrota decisiva na Batalha de Pfaffenhofen a 15 de abril, Maximiliano desistiu rapidamente das pretensões imperiais do pai e assinou o Tratado de Füssen com a sua tia materna, a imperatriz Maria Teresa da Áustria, através do qual concordou em apoiar o marido dela, o grão-duque Francisco Estêvão da Toscana, na eleição imperial que se aproximava.
Durante a Guerra dos Sete Anos, as forças da Baviera lutaram do lado dos Habsburgos. A irmã de Maximiliano, a princesa Maria Josefa da Baviera, casou-se em 1765 com o filho de Maria Teresa, o imperador José II da Áustria. No entanto, não estava nos interesses da Baviera assistir ao enfraquecimento do Reino da Prússia, uma vez que este era o único Estado que contrabalançava o poder da Monarquia de Habsburgo. Tanto quanto lhe foi possível, Maximiliano tentou manter a Baviera afastada de guerras. Além das tropas da região, contava apenas com uma força de quatro mil homens. O príncipe-eleitor tinha já recorrido às tropas auxiliares  em 1758/59. Juntamente com o príncipe-eleitor Carlos Teodoro do Palatinado, outro Wittelsbach, reforçou a neutralidade do território durante o conflito.

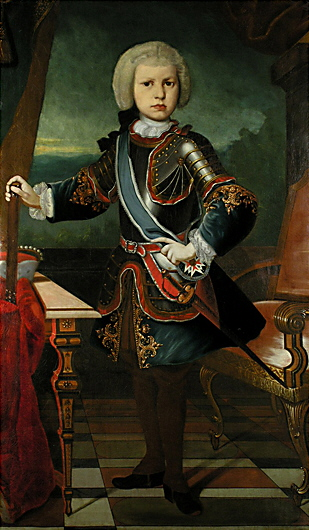
Maximiliano José ainda criança

Maximiliano José era um governante progressista e iluminista que fez muito para melhorar o desenvolvimento do seu país. O príncipe-eleitor incentivou a agricultura, a indústria, a exploração da riqueza mineral do território e aboliu a censura jesuíta da imprensa. Em 1747 foi criada a fábrica de porcelana de Nymphenburg e o Codex Maximilianeus bavaricus civilis foi escrito em 1756. A primeira instituição académica de Munique, a Academia de Ciências da Baviera, foi criada em 1759 por Maximiliano. Durante a grande fome de 1770, Maximiliano vendeu joias da coroa para pagar carregamentos de milho. Nesse mesmo ano também publicou um édito contra a pomposidade extravagante da Igreja que contribui para o final da era do Rococó na Baviera. Também proibiu a Via Sacra de Oberammergau. Em 1771, regulou a escolaridade geral.
Em dezembro de 1777, Maximiliano estava a passear por Munique de carruagem. Durante a viagem, quando passava por uma das torres relógio, o mecanismo da mesma avariou-se e o relógio bateu setenta-e-sete vezes. Comentando este facto com os restantes passageiros, Maximiliano achou que este era um presságio e que os seus anos se estavam a esgotar. Alguns dias depois, o príncipe-eleitor adoeceu. Nenhum dos seus quinze médicos conseguiu diagnosticar a doença, mas, no Natal, tinha-se tornado claro que se tratava de um tipo particularmente grave de varíola.
No último dia do ano, Maximiliano morreu sem deixar herdeiros. O seu corpo foi sepultado na Theatinerkirche de Munique.

## Sucessão
Uma vez que era o último membro do ramo cadete da dinastia de Wittelsbach que descendia do imperador Luís IV da Áustria que tinha reinado na Baviera desde o século XIV, a morte de Maximiliano levou a uma disputa da sucessão e à curta Guerra de Sucessão da Baviera.
Foi sucedido pelo seu primo afastado, o príncipe-eleitor Carlos Teodoro do Palatinado, que pertencia ao ramo principal da dinastia. A viúva de Maximiliano, a princesa Maria Ana Sofia da Saxónia, a sua irmã, a duquesa Maria Antónia da Baviera e a duquesa Maria Ana do Palatinado-Sulzbach, viúva do antigo príncipe-herdeiro da Baviera, o duque Clemente Francisco da Baviera, negociaram com o Reino da Prússia para assegurar a independência da Baviera da Áustria, que tinha invadido partes do território logo após a morte do príncipe-eleitor.

## Legado cultural
Em 1751, Maximiliano ordenou que François de Cuvilliés construísse o esplêndido Teatro Cuvilliés em estilo rococó e, em 1755, o Salão de Pedra do Palácio de Nymphenburg. Também ordenou a decoração de algumas divisões do Castelo de Schleissheim em estilo rococó.
Maximiliano recebeu Wolfgang Amadeus Mozart que, tal como a sua irmã Maria Antónia, tinha muito talento para a música e composição, mas devido a frugalidades, não lhe ofereceu um posto. Em 1775, La finta giardiniera, uma ópera italiana da autoria de Wolfgang Amadeus Mozart foi mostrada pela primeira vez no Salvatortheater em Munique.

## Genealogia
| Maria Antónia da Baviera | Pai: Carlos VII do Sacro Império Romano-Germânico | Avô paterno: Maximiliano II Emanuel, Eleitor da Baviera | Bisavô paterno: Fernando Maria, Eleitor da Baviera           |
| Maria Antónia da Baviera | Pai: Carlos VII do Sacro Império Romano-Germânico | Avô paterno: Maximiliano II Emanuel, Eleitor da Baviera | Bisavó paterna: Henriqueta Adelaide de Saboia                |
| Maria Antónia da Baviera | Pai: Carlos VII do Sacro Império Romano-Germânico | Avó paterna: Teresa Cunegunda Sobieska                  | Bisavô paterno: João III Sobieski da Polônia                 |
| Maria Antónia da Baviera | Pai: Carlos VII do Sacro Império Romano-Germânico | Avó paterna: Teresa Cunegunda Sobieska                  | Bisavó paterna: Maria Casimira Luísa de La Grange d'Arquien  |
| Maria Antónia da Baviera | Mãe: Maria Amália da Áustria                      | Avô materno: José I do Sacro Império Romano-Germânico   | Bisavô materno: Leopoldo I do Sacro Império Romano-Germânico |
| Maria Antónia da Baviera | Mãe: Maria Amália da Áustria                      | Avô materno: José I do Sacro Império Romano-Germânico   | Bisavó materna: Leonor Madalena de Neuburgo                  |
| Maria Antónia da Baviera | Mãe: Maria Amália da Áustria                      | Avó materna: Guilhermina Amália de Brunsvique-Luneburgo | Bisavô materno: João Frederico de Brunsvique-Luneburgo       |
| Maria Antónia da Baviera | Mãe: Maria Amália da Áustria                      | Avó materna: Guilhermina Amália de Brunsvique-Luneburgo | Bisavó materna: Benedita Henriqueta do Palatinado-Simmern    |